# Que Sera, Sera (Whatever Will Be, Will Be)
«Qué Será, Será (Whatever Will Be, Will Be)» es una canción de 1956, compuesta por Jay Livingston y Ray Evans. Se hizo famosa al ser interpretada por Doris Day en la película de Alfred Hitchcock El hombre que sabía demasiado, de 1956. La canción consiguió el Óscar a la mejor canción original ese mismo año.
La canción, grabada por Columbia Records (número de catálogo 40704), llegó al número dos de ventas en el Billboard Hot 100 y al número cuatro en el UK Singles Chart. Del 1968 al 1973 se utilizó como tema principal para la comedia de situación The Doris Day Show. Las tres estrofas de la canción progresan a través de la vida de la narradora: la infancia, la juventud y el primer amor, y la edad adulta cuando la narradora ya tiene hijos propios. Llegó a las listas de éxitos del Billboard magazine en julio de 1956 y recibió el premio de la Academia por la Mejor Canción Original de 1956. Este supuso el tercer Oscar en esta categoría para Livingston y Evans, que lo habían ganado previamente en 1948 y en 1950. En septiembre de 1965, el tema fue n.º 1 en la lista de éxitos de Australia en la versión cantada por el cantante Normie Rowe.

## Idioma en el título y la letra
La popularidad de la canción ha llevado a sentir curiosidad por los orígenes de la frase principal y la identidad del idioma. Tanto en su grafía española (usada por Livingston y Evans) como una versión en italiano ("che sarà sarà") se han hallado documentadas por primera vez en el siglo XVI como lemas heráldicos ingleses. La forma española aparece en una placa de bronce en la iglesia de St. Nicholas, en Thames Ditton, Surrey, en el año 1559. En su forma italiana, la frase fue adoptada por primera vez como lema familiar o bien por John Russell, I conde de Bedford, o por su hijo, Francis Russell, II conde de Bedford. Algunas fuentes [¿cuál?]afirman que el lema fue adoptado por el padre después de su experiencia en la Batalla de Pavia (1525) y que fue grabado en su tumba (1555). La adopción del lema por parte del segundo Conde se conmemora en un manuscrito datado en 1582. Sus sucesores (Condes y, posteriormente, Duques de Bedford), así como otras familias aristocráticas, continuaron usando el lema. Poco después de su adopción como lema heráldico apareció en una obra de Christopher Marlowe, Doctor Faustus (escrita alrededor de 1590 y publicada por primera vez en 1604), cuyo texto (Acto 1, Escena 1) contiene una frase con la grafía arcaica italiana "Che sera, sera / What will be, shall be". A principios del siglo XVII, el dicho empezó a aparecer en el habla y los pensamientos de personajes ficticios como expresión espontánea de una actitud fatalista, pero siempre en un contexto angloparlante.
No consta historia de este dicho ni en España, ni Italia, ni Francia y, de hecho, en estos tres idiomas románicos es gramaticalmente incorrecto. Está compuesto de palabras españolas o italianas superpuestas a sintaxis inglesa. Evidentemente, se trata de una mala traducción palabra por palabra del inglés "What will be will be".
Livingston y Evans tenían conocimientos de español, ya que muy al principio de sus carreras trabajaron juntos como músicos en cruceros que viajaban al Caribe y a América del Sur. El compositor Jay Livingston había visto la película de 1954 La condesa descalza, dirigida por Joseph L. Mankiewicz, en la cual una familia italiana tiene el lema "Che sarà sarà" grabado en piedra en su mansión ancestral. Inmediatamente se apuntó la frase como posible título para una canción, y el letrista Ray Evans le dio después la grafía española porque, según dijo, "hay mucha gente que habla español en el mundo".
Debido a la popularidad de la canción y a sus múltiples traducciones, la frase ha sido adoptada en la actualidad por diversos países en todo el mundo para titular una gran variedad de cosas, como libros, películas, restaurantes, programas de vacaciones, aviones y caballos de carreras.

## Otros usos de la canción y de la frase
La canción se canta habitualmente en los partidos de fútbol ingleses cuando un equipo progresa a la siguiente ronda de competición que finalmente les llevará al Wembley Stadium, pero cambiando la letra por: "Que Sera, Sera, whatever will be, will be, we're going to Wembley, Que Sera, Sera".
El 31 de octubre de 1956 se le dio ese nombre al C-47 Sytrain de la marina de Estados Unidos, que fue el primer avión en aterrizar en el Polo Sur (Operación Deep Freeze II), comandado por el Contraalmirante George Dufek.
En 1994, la canción fue usada en el capítulo de Los Simpson, "Bart's Comet". La cantan varios personajes mientras esperan que un cometa destruya Springfield.
En el libro "Libros de Sangre" de Clive Barker, en el relato "El Charlatán y Jack", Jack Polo, uno de los personajes, hace uso reiteradas veces de la frase —che sarà sarà—.
En el año 2000, una película hindi titulada "Pukar" contiene una canción, "Kay Sera Sera", basada en la de Livingston y Evans.
En la película de 2009 "Mary and Max".
La canción "Goodnight Moon", de 2009, contiene una referencia directa a la canción en su segunda estrofa, donde la letra dice: "Oh que sera sera/ Whatever will be will be/ The future belongs to me/ And I belong to you".
En 2015, la canción fue usada en un anuncio antitabaco del servicio público del Departamento de Salud del estado de Nueva York.
El musical animado canadiense "Carface", de 2015, también hace referencia a la canción tal como fue interpretada en 1957 por el personaje de dibujos animados Chevy Bel Air.
En el tráiler de la película "Evil Dead Rise" de 2023 se usó un cover aun desconocido de la canción.
La versión de "Que Sera, Sera (Whatever Will Be, Will Be)" que usaron para la serie "From" fue grabada por la banda Pixies. Ellos grabaron una nueva versión de esta canción clásica para la serie de televisión Epix.
La canción, originalmente escrita por Jay Livingston y Ray Evans para la película de Alfred Hitchcock "The Man Who Knew Too Much", se usa como canción principal de la serie. 
La banda Pixies es conocida por su estilo de rock alternativo, y su interpretación de "Que Sera, Sera" añade un tono dramático y nostálgico a la serie, la canción también introduce a una nueva audiencia a esta canción clásica. 
El uso de esta canción en la serie "From" ha generado interés en la canción y la banda, y ha ayudado a que más personas conozcan la serie y la música de Pixies. 

## Otras versiones
Versiones en inglés
- Connie Francis (Estados Unidos, 1962)
- The High Keys (Atco 6268; junio de 1963 en Estados Unidos) n.º 48 en Estados Unidos en septiembre de 1963.
- Los Moonlights (RCA; México, 1964)
- Earl Royce & The Olympics (Columbia; Reino Unido, 1964; Tower 137; Estados Unidos, 1965)
- P.J. Proby como "Whatever Will Be" (Liberty LRP-3406/LST-7406; Reino Unido, 1964)
- Alvin and the Chipmunks (Liberty; Estados Unidos, 1965, 1969)
- The Lords (Columbia; Alemania Occidental, 1965)
- Geno Washington & the Ram Jam Band (Piccadilly 7N 35346) b/w "All I Need" (nº43 en Reino Unido en abril de 1966; n.º 43 en octubre de 1966).
- The Shirelles (Scepter 12150; USA 1966)
- Mary Hopkin producida por Paul McCartney (Apple 1823; junio de 1970 en Estados Unidos)
- Sly and the Family Stone (Columbia Epic KE 32134; junio de 1973 en Estados Unidos)
- The Raes, (Canadá, 1977)
- Natalie Cole (Capitol SKBL-11709; Estados Unidos, 1978)
- Shakin' Stevens llevó el tema al n.º 2 en la lista de éxitos del Reino Unido UK singles charts como parte de su lanzamiento de 1982.
- Johnny Thunders (Jungle Records, en el álbum Qué será será (album); Reino Unido, 1985)
- K Foundation Presentó el Red Army Choir como 'K Cera Cera' (NMC Music; Israel y Palestina, 1993)
- Holly Cole Don't Smoke in Bed (1993; Capitol Records)
- Pink Martini (Heinz Records; Estados Unidos, 1997)
- Andrew Liles (Infraction INFX 006; Estados Unidos, 2003)
- Wax Tailor (Lab'Oratoire Le Plan; Francia, 2004)
- Melinda Schneider, cantante australiana, en su disco tributo a Doris Day: Melinda Does Doris
- Corinne Bailey Rae, interpretó una versión extendida en directo en su álbum ganador de un Grammy The Love EP (Capitol 2011)
- Miley Cyrus cantó una versión titulada "Qué Será" como Hannah Montana en el disco de la banda sonora del final de temporada de la serie.
- La cantante belga Selah Sue hizo una versión en colaboración con el bajista estadounidense Marcus Miller en el año 2018 y apareció como sencillo en el álbum 'Laid Black'.